# Chủ nghĩa McCarthy

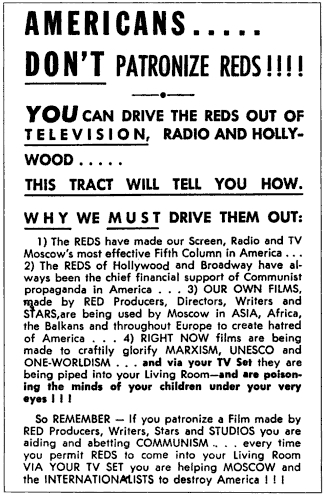
Tuyên truyền chống cộng của Hoa Kỳ những năm 1950, đặc biệt đề cập đến ngành công nghiệp giải trí

Chủ nghĩa McCarthy (tiếng Anh: McCarthyism) là thuật ngữ nói về việc cáo buộc một ai đó tội lật đổ hoặc phản quốc mà không cần đến bằng chứng, đặc biệt khi người đó có liên quan đến chủ nghĩa cộng sản. Thuật ngữ này được đặt theo tên Thượng nghị sĩ Hoa Kỳ Joseph McCarthy (Đảng Cộng hòa - Bang Wisconsin) và có nguồn gốc từ thời kỳ Khiếp sợ Đỏ thứ hai (Second Red Scare) ở Hoa Kỳ, kéo dài từ cuối những năm 1940 đến những năm 1950.
Những yếu tố đặc trưng của chủ nghĩa McCarthy bao gồm đàn áp chính trị, lan truyền nỗi sợ hãi về sự ảnh hưởng của chủ nghĩa cộng sản đối với nước Mỹ, và nghi ngờ sự hoạt động gián điệp của Liên Xô trong nước Mỹ. Thuật ngữ "Chủ nghĩa McCarthy" đã được đề cập lần đầu tiên vào cuối tháng 3 năm đó trên tuần báo Christian Science Monitor, và trong một phim hoạt hình chính trị của biên tập viên hoạt hình Herblock trên tờ Washington Post. Vào đầu thế kỷ 21, thuật ngữ này được sử dụng phổ biến hơn, nhằm mô tả những lời buộc tội vô căn cứ và các cuộc tấn công mị dân vào tính cách hoặc quan điểm yêu nước của những kẻ thù chính trị.
Trong thời kỳ McCarthy, hàng trăm người Mỹ đã bị buộc tội là "cộng sản" hoặc "cảm tình viên cộng sản". Họ trở thành đối tượng của các cuộc điều tra và thẩm vấn đầy tính công kích trước các hội đồng, ủy ban và cơ quan thuộc tư nhân hoặc chính phủ. Nhiều người bị mất việc làm hoặc bị hủy hoại sự nghiệp của họ; một số bị cầm tù. Một số nạn nhân nổi tiếng của Chủ nghĩa McCarthy bao gồm Albert Einstein, Robert Oppenheimer, Charlie Chaplin, David Bohm...
Từ giữa thập niên 1950, sự ảnh hưởng của chủ nghĩa McCarthy bắt đầu giảm sút, chủ yếu là do mất dần sự ủng hộ của công chúng và sự phản đối của Tòa án Tối cao Hoa Kỳ dưới sự lãnh đạo của Thẩm phán Earl Warren. "Tòa án Warren" đã đưa ra một loạt các phán quyết giúp chấm dứt chủ nghĩa McCarthy.

## Nguồn gốc

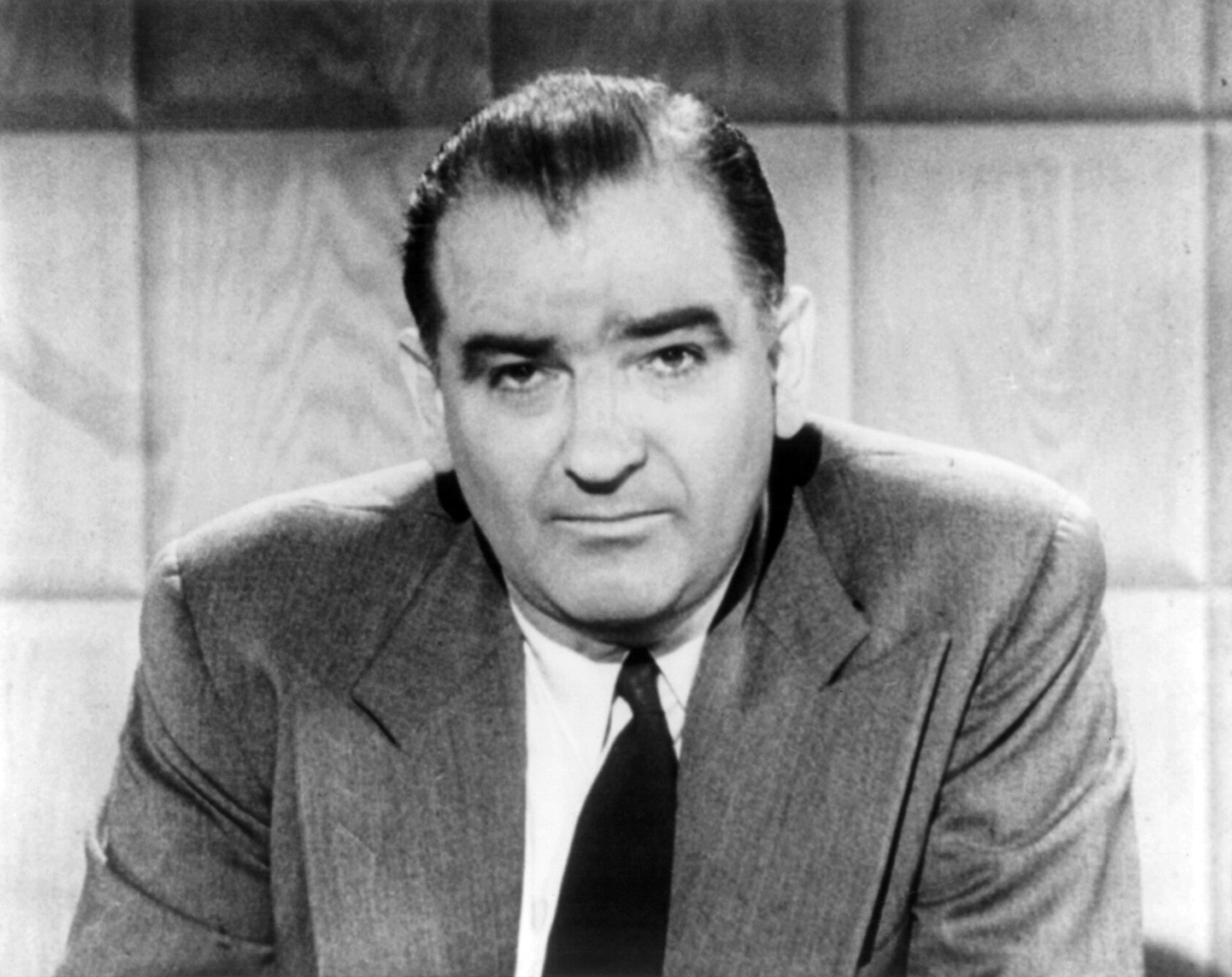
Chân dung Thượng nghị sĩ Joseph McCarthy

#### Chương trình Đánh giá Lòng trung thành

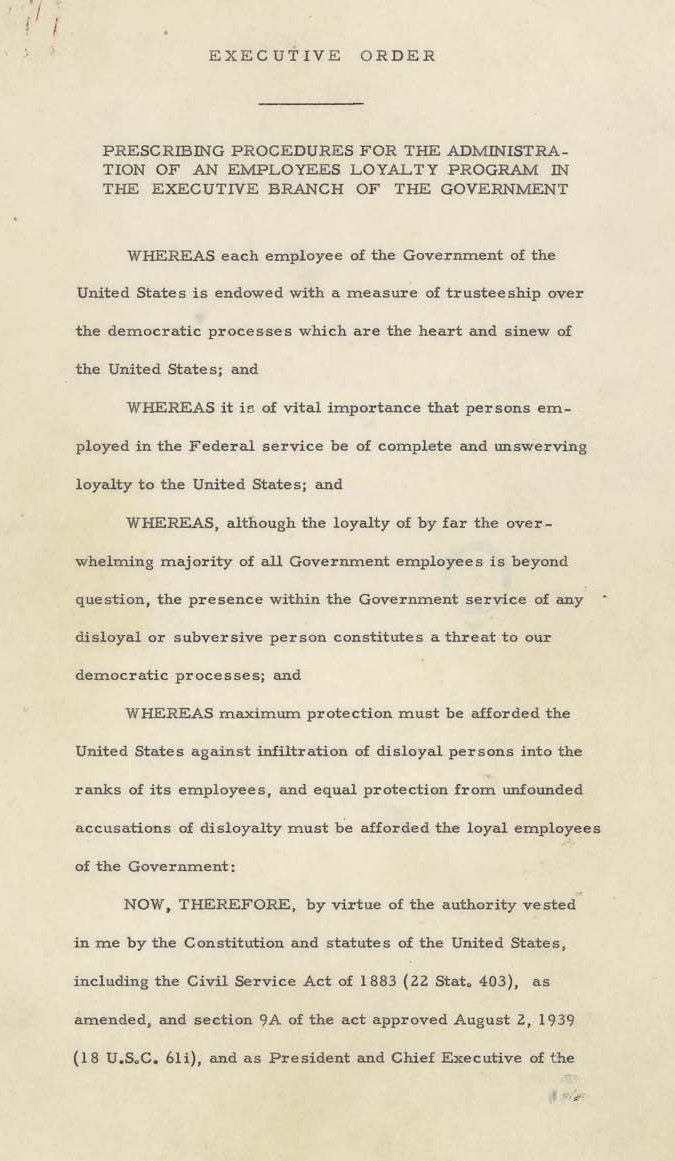
Sắc lệnh 9835, được ký bởi Tổng thống Truman năm 1947

#### J. Edgar Hoover và FBI

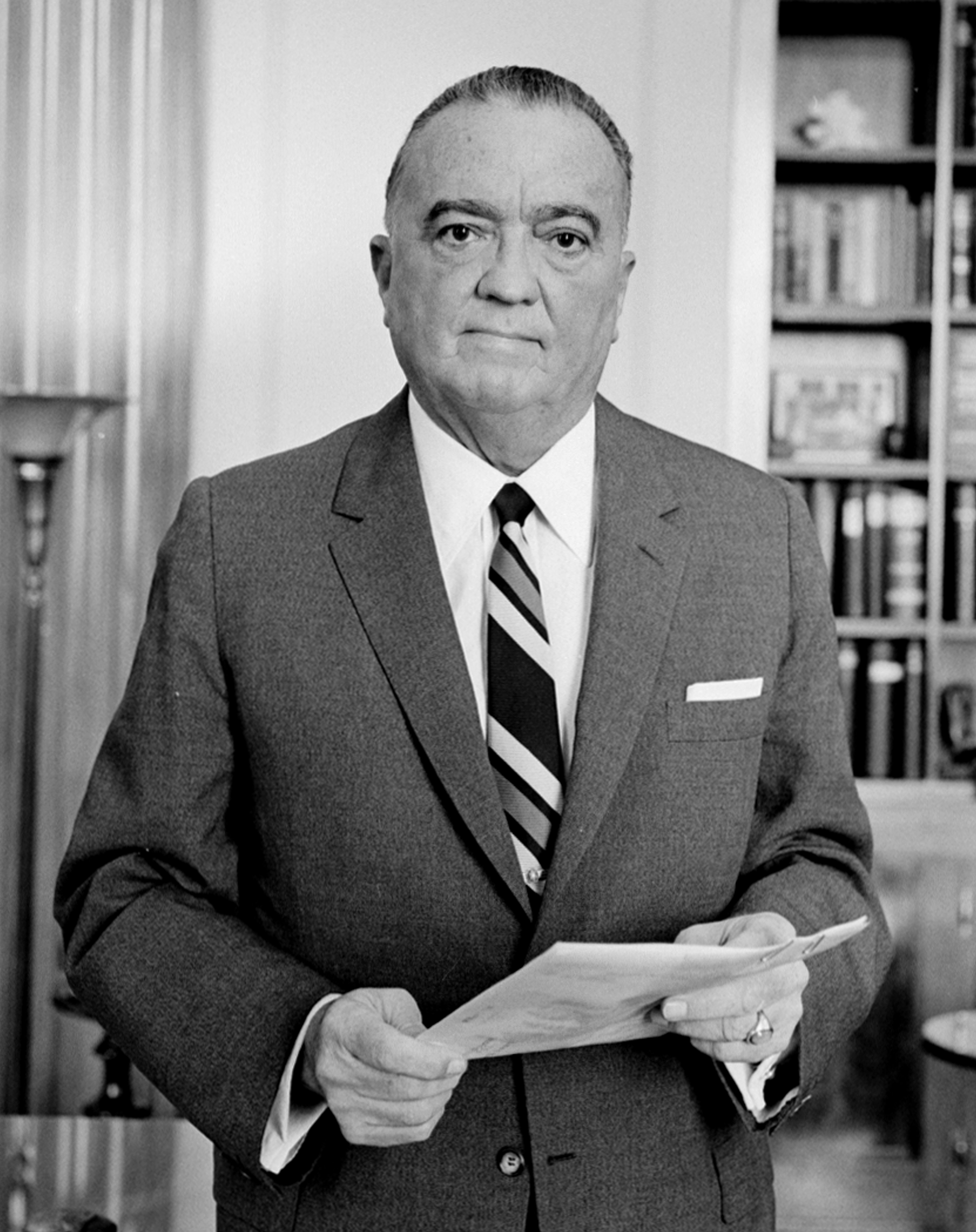
Giám đốc FBI, J. Edgar Hoover, năm 1961

## Ủng hộ

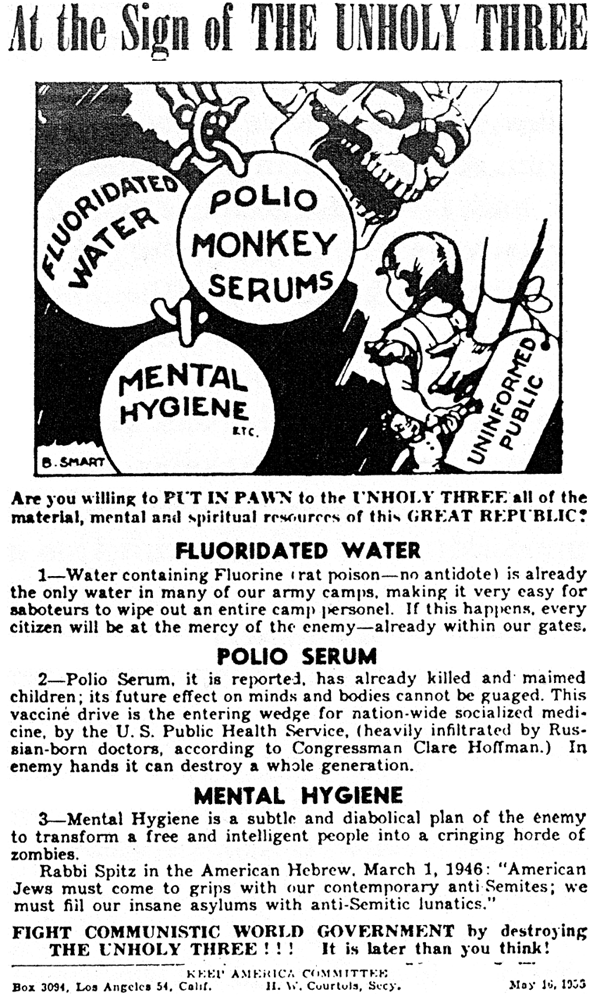
Bích chương quảng cáo phát hành vào tháng 5 năm 1955 bởi Ủy ban Gìn giữ Nước Mỹ kêu gọi độc giả "đấu tranh với chính quyền thế giới cộng sản" bằng cách phản đối các chương trình y tế công cộng

## Nạn nhân

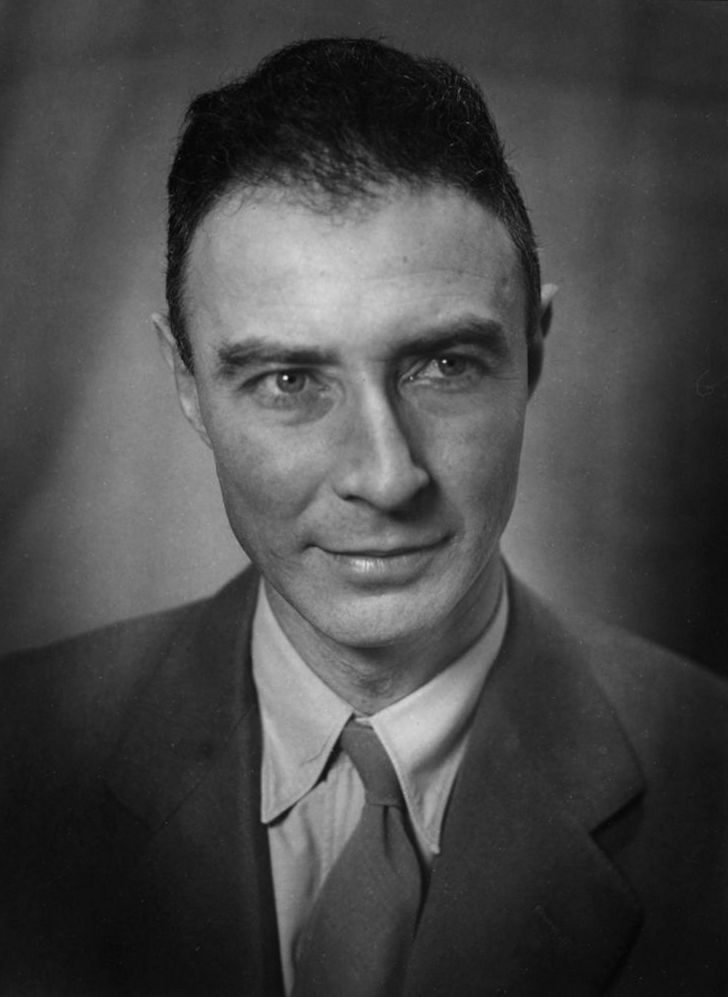
Robert Oppenheimer, một trong những "cha đẻ của bom nguyên tử", từng bị công kích trong thời kỳ Chủ nghĩa McCarthy

## Chỉ trích

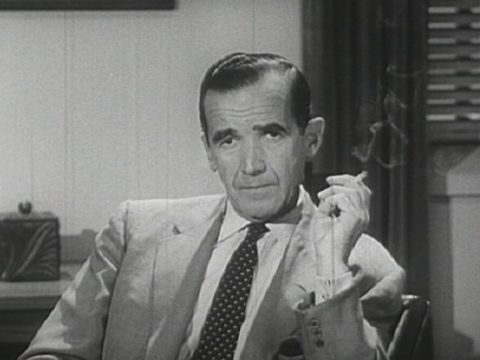
Chân dung phóng viên đài phát thanh- truyền hình Edward R. Murrow